# 2019 en aéronautique
Chronologie de l'aéronautique
- 2015
- 2016
- 2017
- 2018
- 2019
- 2020
- 2021
- 2022
- 2023

Cet article présente les faits marquants de l'année 2019 en aéronautique.

## Évènements
- 10 janvier : Livraison du premier Boeing KC-46 à l'United States Air Force.

- 31 janvier : Présentation de la Lazareth LMV 496, la première moto au monde transformable en « quadricoptère »[1],[2].

- 5 février : Fin des activités de la compagnie aérienne Germania[3].

- 14 février : Thomas Enders, président d'Airbus, annonce la fin du programme A380 pour 2021 après 39 annulations de commandes par Emirates et 8 par Qantas.

- 27 février : Durant la confrontation indo-pakistanaise de 2019, un Mig-21 de la force aérienne indienne est abattu par un chasseur de la force aérienne pakistanaise. Un hélicoptère Mil Mi-17 V5 de la force aérienne indienne est détruit lors d'un tir ami par un missile sol-air Spyder dans le district de Badgam tuant les six personnes à son bord[4] et une personne au sol[5]. L'Inde revendique la destruction d'un F-16 pakistanais.

- 8 mars : Retrait du service du Grumman EA-6 Prowler[6].

- 5 mars : Premier vol du drone de combat Kratos XQ-58A Valkyrie.

- 9 mars : Un Douglas DC-3 s'écrase dans le département de Meta en Colombie faisant 14 morts[7].

- 10 mars : Le Boeing 737 Max assurant le vol 302 Ethiopian Airlines s'écrase après son décollage de l'aéroport d'Addis-Abeba Bole faisant 157 morts.

- 13 mars : Début de la Suspension de vol du Boeing 737 Max. Cette crise fait que Boeing enregistre sa première perte annuelle depuis 1997[8].

- 21 mars : Premier vol de l'hélicoptère militaire américain Sikorsky-Boeing SB-1 Defiant.

- 29 mars : Premier vol de l’hydravion à motorisation électrique norvégien P2 Xcursion[9].

- 9 avril : un F-35A du 302e escadron de la Force aérienne d'autodéfense japonaise s'écrase dans les eaux de l'Océan Pacifique au large de Misawa.

- 13 avril : Premier vol du Stratolaunch, le plus grand avion du monde à cette date.

- 22 avril : Écrasement du dernier Northrop N-9M[10].

- 3 mai : Premier vol du taxi volant CityAirbus a Donauwörth[11].

- 5 mai : Accident du Soukhoï SuperJet 100 assurant le Vol 1492 Aeroflot faisant 41 morts.

- 17 mai : 
  - Un ballon d'observation propulsé à très haute altitude, d'origine étrangère, pénètre dans l'espace aérien du sud de la Chine. Un Chengdu J-10C de la force aérienne chinoise l'a abattu à l'aide d'un missile courte portée le jour même. C'est la première fois qu'il abat des objets aéroportés pendant un combat réel[12].
  - Premier vol de l’hélicoptère américain Sikorsky HH-60W[13].

- 20 mai : Livraison du 12 000e avion d'Airbus[14].

- 4 août : l'inventeur français Franky Zapata devient la première personne à réussir à survoler La Manche sur sa propre invention, le Flyboard Air.

- 6 septembre : Livraison du millième hélicoptère Super Puma[15].

- 19 septembre : Premier vol du drone américain Boeing MQ-25 Stingray.

- 22 septembre : Liquidation judiciaire du groupe de tourisme Thomas Cook.

- 27 septembre : Liquidation judiciaire de la compagnie aérienne Aigle Azur.

- 30 septembre : Liquidation judiciaire de la compagnie aérienne membre de Star Alliance Adria Airways.

- 3 octobre : Fin des opérations de Peruvian Airlines[16].

- 8 octobre : Liquidation judiciaire de la compagnie aérienne à bas prix xlairways par le tribunal de commerce de Bobigny.

- 14 novembre : Dernier vol du prototype Airbus A³ Vahana.

- 25 novembre : Durant le combat de la vallée d'Eranga au Mali, un Eurocopter EC665 Tigre et un Cougar du  5e régiment d'hélicoptères de combat  s'écrasent après s’être heurtés lors d’une opération de combat. L'accident fait 13 morts[17].

- 2 décembre : Entrée en service de l'hélicoptère de transport Mi-38 pour le ministère de la défense russe.

- 18 décembre : Premier décollage automatique d'un avion de ligne Airbus, en l'occurrence un A350-1000 qui a pris son envol de l'aéroport Toulouse-Blagnac pour une série d'essais[18]

- 22 décembre : Ouverture de l'aéroport des montagnes de Scandinavie en Suède. Premier sans tour de contrôletour, celle-ci étant virtuelle.

- Boeing livre 380 avions de ligne (127 monocouloirs 737, sept de la famille 747, 43 de la famille 767 (dont les ravitailleurs en vol), 45 de la famille 777 et 158 de la famille 787 Dreamliner), environ 400 737 MAX ont été assemblés mais pas livrés depuis la fin mars 2019[19].

- Airbus livre 863 avions de ligne (48 A220, 642 avions de la famille A320, 53 A330, 112 A350 et 8 A380), chiffre record à cette date[20].

- Airbus Helicopters  livre 332 hélicoptères et enregistre 310 commandes nettes[21].

- Dassault Aviation réalise un chiffre d'affaires de 7,3 milliards d'euros (+ 44% par rapport à 2018), "record absolu" pour son PDG. Elle livre 26 avions de combat Rafale et 40 avions d'affaires Falcon[22].

- Embraer livre 198 appareils. 89 avions commerciaux et 109 avions d'affaires[23]

- Un total de 23 compagnies aériennes ont fait faillite en 2019[24].

- Un cabinet conseil estime qu'il eut 46 accidents mortels d'hélicoptères civils à turbines de construction occidentale, faisant au total 128 morts en 2019[25].